# Eleições legislativas de 2019 em Santa Maria da Feira

## Resultados Oficiais
| Partido                 | Partido                              | Votos   | %               | +/-   |
| ----------------------- | ------------------------------------ | ------- | --------------- | ----- |
|                         | Partido Socialista                   | 27 148  | 37,97 / 100,00  | 5,84  |
|                         | Partido Social Democrata             | 22 891  | 32,02 / 100,00  | -     |
|                         | Bloco de Esquerda                    | 7 505   | 10,50 / 100,00  | 0,25  |
|                         | CDS – Partido Popular                | 2 735   | 3,83 / 100,00   | -     |
|                         | Pessoas–Animais–Natureza             | 2 157   | 3,02 / 100,00   | 2,08  |
|                         | CDU - Coligação Democrática Unitária | 1 850   | 2,59 / 100,00   | 1,50  |
|                         | Iniciativa Liberal                   | 876     | 1,23 / 100,00   | Novo  |
|                         | Outros (com menos de 1,00%)          | 2 991   | 4,19 / 100,00   |       |
| Votos Inválidos         | Votos Inválidos                      | 3 339   | 4,67 / 100,00   | 0,92  |
| Total                   | Total                                | 71 492  | 100,00 / 100,00 |       |
| Eleitorado/Participação | Eleitorado/Participação              | 125 534 | 56,95 / 100,00  | 1,29  |
| Fonte                   | Fonte                                | [ 1 ]   | [ 1 ]           | [ 1 ] |

## Resultados por Freguesia
Os resultados seguintes referem-se aos partidos que obtiveram mais de 1,00% dos votos:
| Freguesia                       | %     | %     | %     | %    | %    | %    | %    | Votantes |
| Freguesia                       | PS    | PSD   | BE    | CDS  | PAN  | CDU  | IL   | Votantes |
| ------------------------------- | ----- | ----- | ----- | ---- | ---- | ---- | ---- | -------- |
| Argoncilhe                      | 36,32 | 36,37 | 8,53  | 4,62 | 3,34 | 2,05 | 1,72 | 4 526    |
| Arrifana                        | 42,89 | 28,07 | 10,49 | 3,81 | 3,22 | 2,41 | 0,81 | 3 071    |
| Caldas de São Jorge e Pigeiros  | 40,57 | 28,53 | 11,75 | 4,39 | 2,17 | 4,24 | 0,84 | 2 026    |
| Canedo, Vale e Vila Maior       | 31,02 | 37,07 | 9,12  | 4,51 | 2,50 | 1,99 | 0,82 | 4 278    |
| Escapães                        | 39,29 | 31,47 | 10,22 | 3,62 | 3,33 | 2,04 | 1,05 | 1 713    |
| Fiães                           | 39,57 | 29,98 | 11,56 | 2,73 | 2,73 | 4,03 | 1,22 | 3 849    |
| Fornos                          | 37,81 | 31,86 | 11,29 | 3,37 | 3,25 | 2,66 | 0,65 | 1 692    |
| Lobão, Gião, Louredo e Guisande | 34,85 | 36,03 | 8,70  | 5,22 | 2,67 | 1,74 | 1,06 | 4 829    |
| Lourosa                         | 40,72 | 30,61 | 10,64 | 3,47 | 2,49 | 1,83 | 1,10 | 4 381    |
| Milheirós de Poiares            | 45,41 | 26,57 | 10,37 | 3,10 | 2,48 | 1,60 | 0,98 | 1 938    |
| Mozelos                         | 39,48 | 29,57 | 12,29 | 2,50 | 4,04 | 2,52 | 1,56 | 3 964    |
| Nogueira da Regedoura           | 39,37 | 31,26 | 10,15 | 3,68 | 2,66 | 2,95 | 1,06 | 3 122    |
| Paços de Brandão                | 31,85 | 36,92 | 10,90 | 5,17 | 2,97 | 2,72 | 1,25 | 2 725    |
| Rio Meão                        | 39,92 | 32,12 | 11,23 | 3,86 | 2,37 | 1,95 | 1,18 | 2 618    |
| Romariz                         | 38,84 | 35,34 | 6,01  | 6,47 | 2,51 | 1,19 | 1,06 | 1 514    |
| Sanguedo                        | 37,44 | 34,34 | 9,10  | 3,72 | 3,43 | 2,40 | 0,86 | 1 747    |
| Santa Maria da Feira            | 33,97 | 35,22 | 10,74 | 3,31 | 3,61 | 2,70 | 1,70 | 9 950    |
| Santa Maria de Lamas            | 40,00 | 29,28 | 11,30 | 3,51 | 2,86 | 2,86 | 2,25 | 2 760    |
| São João de Ver                 | 39,41 | 28,61 | 12,65 | 2,95 | 2,99 | 2,53 | 1,24 | 5 250    |
| São Miguel do Souto e Mosteirô  | 44,64 | 26,27 | 9,84  | 5,20 | 3,03 | 1,76 | 0,56 | 3 403    |
| São Paio de Oleiros             | 39,04 | 25,89 | 11,52 | 2,90 | 3,32 | 7,68 | 0,98 | 2 136    |
| Santa Maria da Feira            | 37,97 | 32,02 | 10,50 | 3,83 | 3,02 | 2,59 | 1,23 | 71 492   |

#### Argoncilhe
| Partido                 | Partido                              | Votos | %               | +/-  |
| ----------------------- | ------------------------------------ | ----- | --------------- | ---- |
|                         | Partido Social Democrata             | 1 646 | 36,37 / 100,00  | -    |
|                         | Partido Socialista                   | 1 644 | 36,32 / 100,00  | 6,48 |
|                         | Bloco de Esquerda                    | 386   | 8,53 / 100,00   | 1,62 |
|                         | CDS – Partido Popular                | 209   | 4,62 / 100,00   | -    |
|                         | Pessoas–Animais–Natureza             | 151   | 3,34 / 100,00   | 2,19 |
|                         | CDU - Coligação Democrática Unitária | 93    | 2,05 / 100,00   | 1,55 |
|                         | Iniciativa Liberal                   | 78    | 1,72 / 100,00   | Novo |
|                         | Outros (com menos de 1,00%)          | 170   | 3,76 / 100,00   |      |
| Votos Inválidos         | Votos Inválidos                      | 149   | 3,29 / 100,00   | 0,44 |
| Total                   | Total                                | 4 526 | 100,00 / 100,00 |      |
| Eleitorado/Participação | Eleitorado/Participação              | 7 442 | 60,82 / 100,00  | 0,38 |

#### Arrifana
| Partido                 | Partido                              | Votos | %               | +/-  |
| ----------------------- | ------------------------------------ | ----- | --------------- | ---- |
|                         | Partido Socialista                   | 1 317 | 42,89 / 100,00  | 4,85 |
|                         | Partido Social Democrata             | 862   | 28,07 / 100,00  | -    |
|                         | Bloco de Esquerda                    | 322   | 10,49 / 100,00  | 0,83 |
|                         | CDS – Partido Popular                | 117   | 3,81 / 100,00   | -    |
|                         | Pessoas–Animais–Natureza             | 99    | 3,22 / 100,00   | 2,29 |
|                         | CDU - Coligação Democrática Unitária | 74    | 2,41 / 100,00   | 1,32 |
|                         | Outros (com menos de 1,00%)          | 145   | 4,72 / 100,00   |      |
| Votos Inválidos         | Votos Inválidos                      | 135   | 4,39 / 100,00   | 1,19 |
| Total                   | Total                                | 3 071 | 100,00 / 100,00 |      |
| Eleitorado/Participação | Eleitorado/Participação              | 5 684 | 54,03 / 100,00  | 1,75 |

#### Caldas de São Jorge e Pigeiros
| Partido                 | Partido                              | Votos | %               | +/-     |
| ----------------------- | ------------------------------------ | ----- | --------------- | ------- |
|                         | Partido Socialista                   | 822   | 40,57 / 100,00  | 5,95    |
|                         | Partido Social Democrata             | 578   | 28,53 / 100,00  | -       |
|                         | Bloco de Esquerda                    | 238   | 11,75 / 100,00  | 2,48    |
|                         | CDS – Partido Popular                | 89    | 4,39 / 100,00   | -       |
|                         | CDU - Coligação Democrática Unitária | 86    | 4,24 / 100,00   | 0,51    |
|                         | Pessoas–Animais–Natureza             | 44    | 2,17 / 100,00   | 1,09    |
|                         | Outros (com menos de 1,00%)          | 81    | 3,99 / 100,00   |         |
| Votos Inválidos         | Votos Inválidos                      | 88    | 4,34 / 100,00   | 0,27    |
| Total                   | Total                                | 2 026 | 100,00 / 100,00 |         |
| Eleitorado/Participação | Eleitorado/Participação              | 3 502 | 57,85 / 100,00  | Estável |

#### Canedo, Vale e Vila Maior
| Partido                 | Partido                              | Votos | %               | +/-  |
| ----------------------- | ------------------------------------ | ----- | --------------- | ---- |
|                         | Partido Social Democrata             | 1 586 | 37,07 / 100,00  | -    |
|                         | Partido Socialista                   | 1 327 | 31,02 / 100,00  | 8,77 |
|                         | Bloco de Esquerda                    | 390   | 9,12 / 100,00   | 0,37 |
|                         | CDS – Partido Popular                | 193   | 4,51 / 100,00   | -    |
|                         | Pessoas–Animais–Natureza             | 107   | 2,50 / 100,00   | 1,77 |
|                         | CDU - Coligação Democrática Unitária | 85    | 1,99 / 100,00   | 1,40 |
|                         | Reagir Incluir Reciclar              | 45    | 1,05 / 100,00   | Novo |
|                         | Outros (com menos de 1,00%)          | 181   | 4,23 / 100,00   |      |
| Votos Inválidos         | Votos Inválidos                      | 364   | 8,50 / 100,00   | 5,27 |
| Total                   | Total                                | 4 278 | 100,00 / 100,00 |      |
| Eleitorado/Participação | Eleitorado/Participação              | 8 738 | 48,96 / 100,00  | 0,25 |

#### Escapães
| Partido                 | Partido                              | Votos | %               | +/-  |
| ----------------------- | ------------------------------------ | ----- | --------------- | ---- |
|                         | Partido Socialista                   | 673   | 39,29 / 100,00  | 6,17 |
|                         | Partido Social Democrata             | 539   | 31,47 / 100,00  | -    |
|                         | Bloco de Esquerda                    | 175   | 10,22 / 100,00  | 2,04 |
|                         | CDS – Partido Popular                | 62    | 3,62 / 100,00   | -    |
|                         | Pessoas–Animais–Natureza             | 57    | 3,33 / 100,00   | 2,53 |
|                         | CDU - Coligação Democrática Unitária | 35    | 2,04 / 100,00   | 1,78 |
|                         | Iniciativa Liberal                   | 18    | 1,05 / 100,00   | Novo |
|                         | Outros (com menos de 1,00%)          | 85    | 4,95 / 100,00   |      |
| Votos Inválidos         | Votos Inválidos                      | 69    | 4,02 / 100,00   | 0,37 |
| Total                   | Total                                | 1 713 | 100,00 / 100,00 |      |
| Eleitorado/Participação | Eleitorado/Participação              | 2 994 | 57,21 / 100,00  | 1,04 |

#### Fiães
| Partido                 | Partido                              | Votos | %               | +/-  |
| ----------------------- | ------------------------------------ | ----- | --------------- | ---- |
|                         | Partido Socialista                   | 1 523 | 39,57 / 100,00  | 4,14 |
|                         | Partido Social Democrata             | 1 154 | 29,98 / 100,00  | -    |
|                         | Bloco de Esquerda                    | 445   | 11,56 / 100,00  | 0,19 |
|                         | CDU - Coligação Democrática Unitária | 155   | 4,03 / 100,00   | 1,60 |
|                         | CDS – Partido Popular                | 105   | 2,73 / 100,00   | -    |
|                         | Pessoas–Animais–Natureza             | 105   | 2,73 / 100,00   | 1,81 |
|                         | Iniciativa Liberal                   | 47    | 1,22 / 100,00   | Novo |
|                         | Outros (com menos de 1,00%)          | 133   | 3,45 / 100,00   |      |
| Votos Inválidos         | Votos Inválidos                      | 182   | 4,73 / 100,00   | 0,93 |
| Total                   | Total                                | 3 849 | 100,00 / 100,00 |      |
| Eleitorado/Participação | Eleitorado/Participação              | 6 915 | 55,66 / 100,00  | 2,37 |

#### Fornos
| Partido                 | Partido                              | Votos | %               | +/-  |
| ----------------------- | ------------------------------------ | ----- | --------------- | ---- |
|                         | Partido Socialista                   | 640   | 37,83 / 100,00  | 7,09 |
|                         | Partido Social Democrata             | 539   | 31,86 / 100,00  | -    |
|                         | Bloco de Esquerda                    | 191   | 11,29 / 100,00  | 0,52 |
|                         | CDS – Partido Popular                | 57    | 3,37 / 100,00   | -    |
|                         | Pessoas–Animais–Natureza             | 55    | 3,25 / 100,00   | 2,33 |
|                         | CDU - Coligação Democrática Unitária | 45    | 2,66 / 100,00   | 2,00 |
|                         | Outros (com menos de 1,00%)          | 75    | 4,43 / 100,00   |      |
| Votos Inválidos         | Votos Inválidos                      | 90    | 5,32 / 100,00   | 1,69 |
| Total                   | Total                                | 1 692 | 100,00 / 100,00 |      |
| Eleitorado/Participação | Eleitorado/Participação              | 3 029 | 55,86 / 100,00  | 2,04 |

#### Lobão, Gião, Louredo e Guisande
| Partido                 | Partido                              | Votos | %               | +/-  |
| ----------------------- | ------------------------------------ | ----- | --------------- | ---- |
|                         | Partido Social Democrata             | 1 740 | 36,03 / 100,00  | -    |
|                         | Partido Socialista                   | 1 683 | 34,85 / 100,00  | 7,17 |
|                         | Bloco de Esquerda                    | 420   | 8,70 / 100,00   | 0,36 |
|                         | CDS – Partido Popular                | 252   | 5,22 / 100,00   | -    |
|                         | Pessoas–Animais–Natureza             | 129   | 2,67 / 100,00   | 1,94 |
|                         | CDU - Coligação Democrática Unitária | 84    | 1,74 / 100,00   | 0,46 |
|                         | Reagir Incluir Reciclar              | 55    | 1,14 / 100,00   | Novo |
|                         | Iniciativa Liberal                   | 51    | 1,06 / 100,00   | Novo |
|                         | Outros (com menos de 1,00%)          | 158   | 3,27 / 100,00   |      |
| Votos Inválidos         | Votos Inválidos                      | 257   | 5,33 / 100,00   | 1,34 |
| Total                   | Total                                | 4 829 | 100,00 / 100,00 |      |
| Eleitorado/Participação | Eleitorado/Participação              | 9 447 | 51,12 / 100,00  | 0,17 |

#### Lourosa
| Partido                 | Partido                              | Votos | %               | +/-  |
| ----------------------- | ------------------------------------ | ----- | --------------- | ---- |
|                         | Partido Socialista                   | 1 784 | 40,72 / 100,00  | 4,48 |
|                         | Partido Social Democrata             | 1 341 | 30,61 / 100,00  | -    |
|                         | Bloco de Esquerda                    | 466   | 10,64 / 100,00  | 0,24 |
|                         | CDS – Partido Popular                | 152   | 3,47 / 100,00   | -    |
|                         | Pessoas–Animais–Natureza             | 109   | 2,49 / 100,00   | 1,61 |
|                         | CDU - Coligação Democrática Unitária | 80    | 1,83 / 100,00   | 1,00 |
|                         | Iniciativa Liberal                   | 48    | 1,10 / 100,00   | Novo |
|                         | Reagir Incluir Reciclar              | 46    | 1,05 / 100,00   | Novo |
|                         | Outros (com menos de 1,00%)          | 149   | 3,40 / 100,00   |      |
| Votos Inválidos         | Votos Inválidos                      | 206   | 4,71 / 100,00   | 0,71 |
| Total                   | Total                                | 4 381 | 100,00 / 100,00 |      |
| Eleitorado/Participação | Eleitorado/Participação              | 7 744 | 56,57 / 100,00  | 2,07 |

#### Milheirós de Poiares
| Partido                 | Partido                              | Votos | %               | +/-  |
| ----------------------- | ------------------------------------ | ----- | --------------- | ---- |
|                         | Partido Socialista                   | 880   | 45,41 / 100,00  | 9,07 |
|                         | Partido Social Democrata             | 515   | 26,57 / 100,00  | -    |
|                         | Bloco de Esquerda                    | 201   | 10,37 / 100,00  | 1,15 |
|                         | CDS – Partido Popular                | 60    | 3,10 / 100,00   | -    |
|                         | Pessoas–Animais–Natureza             | 48    | 2,48 / 100,00   | 1,67 |
|                         | CDU - Coligação Democrática Unitária | 31    | 1,60 / 100,00   | 2,81 |
|                         | Reagir Incluir Reciclar              | 20    | 1,03 / 100,00   | Novo |
|                         | Outros (com menos de 1,00%)          | 98    | 5,05 / 100,00   |      |
| Votos Inválidos         | Votos Inválidos                      | 85    | 4,38 / 100,00   | 0,18 |
| Total                   | Total                                | 1 938 | 100,00 / 100,00 |      |
| Eleitorado/Participação | Eleitorado/Participação              | 3 328 | 58,23 / 100,00  | 1,04 |

#### Mozelos
| Partido                 | Partido                              | Votos | %               | +/-  |
| ----------------------- | ------------------------------------ | ----- | --------------- | ---- |
|                         | Partido Socialista                   | 1 565 | 39,48 / 100,00  | 5,81 |
|                         | Partido Social Democrata             | 1 172 | 29,57 / 100,00  | -    |
|                         | Bloco de Esquerda                    | 487   | 12,29 / 100,00  | 0,06 |
|                         | Pessoas–Animais–Natureza             | 160   | 4,04 / 100,00   | 2,62 |
|                         | CDU - Coligação Democrática Unitária | 100   | 2,52 / 100,00   | 2,69 |
|                         | CDS – Partido Popular                | 99    | 2,50 / 100,00   | -    |
|                         | Iniciativa Liberal                   | 62    | 1,56 / 100,00   | Novo |
|                         | Outros (com menos de 1,00%)          | 180   | 4,54 / 100,00   |      |
| Votos Inválidos         | Votos Inválidos                      | 139   | 3,50 / 100,00   | 0,29 |
| Total                   | Total                                | 3 964 | 100,00 / 100,00 |      |
| Eleitorado/Participação | Eleitorado/Participação              | 6 442 | 61,53 / 100,00  | 0,81 |

#### Nogueira da Regedoura
| Partido                 | Partido                              | Votos | %               | +/-  |
| ----------------------- | ------------------------------------ | ----- | --------------- | ---- |
|                         | Partido Socialista                   | 1 229 | 39,37 / 100,00  | 8,91 |
|                         | Partido Social Democrata             | 976   | 31,26 / 100,00  | -    |
|                         | Bloco de Esquerda                    | 317   | 10,15 / 100,00  | 2,69 |
|                         | CDS – Partido Popular                | 115   | 3,68 / 100,00   | -    |
|                         | CDU - Coligação Democrática Unitária | 92    | 2,95 / 100,00   | 1,48 |
|                         | Pessoas–Animais–Natureza             | 83    | 2,66 / 100,00   | 1,72 |
|                         | Iniciativa Liberal                   | 33    | 1,06 / 100,00   | Novo |
|                         | Outros (com menos de 1,00%)          | 150   | 4,80 / 100,00   |      |
| Votos Inválidos         | Votos Inválidos                      | 127   | 4,07 / 100,00   | 0,92 |
| Total                   | Total                                | 3 122 | 100,00 / 100,00 |      |
| Eleitorado/Participação | Eleitorado/Participação              | 5 160 | 60,50 / 100,00  | 3,46 |

#### Paços de Brandão
| Partido                 | Partido                              | Votos | %               | +/-  |
| ----------------------- | ------------------------------------ | ----- | --------------- | ---- |
|                         | Partido Social Democrata             | 1 006 | 36,92 / 100,00  | -    |
|                         | Partido Socialista                   | 868   | 31,85 / 100,00  | 4,38 |
|                         | Bloco de Esquerda                    | 297   | 10,90 / 100,00  | 0,58 |
|                         | CDS – Partido Popular                | 141   | 5,17 / 100,00   | -    |
|                         | Pessoas–Animais–Natureza             | 81    | 2,97 / 100,00   | 1,99 |
|                         | CDU - Coligação Democrática Unitária | 74    | 2,72 / 100,00   | 1,08 |
|                         | Iniciativa Liberal                   | 34    | 1,25 / 100,00   | Novo |
|                         | Outros (com menos de 1,00%)          | 108   | 3,96 / 100,00   |      |
| Votos Inválidos         | Votos Inválidos                      | 116   | 4,26 / 100,00   | 0,50 |
| Total                   | Total                                | 2 725 | 100,00 / 100,00 |      |
| Eleitorado/Participação | Eleitorado/Participação              | 4 355 | 62,57 / 100,00  | 3,92 |

#### Rio Meão
| Partido                 | Partido                              | Votos | %               | +/-  |
| ----------------------- | ------------------------------------ | ----- | --------------- | ---- |
|                         | Partido Socialista                   | 1 045 | 39,92 / 100,00  | 6,92 |
|                         | Partido Social Democrata             | 841   | 32,12 / 100,00  | -    |
|                         | Bloco de Esquerda                    | 294   | 11,23 / 100,00  | 1,01 |
|                         | CDS – Partido Popular                | 101   | 3,86 / 100,00   | -    |
|                         | Pessoas–Animais–Natureza             | 62    | 2,37 / 100,00   | 1,55 |
|                         | CDU - Coligação Democrática Unitária | 51    | 1,95 / 100,00   | 2,29 |
|                         | Iniciativa Liberal                   | 31    | 1,18 / 100,00   | Novo |
|                         | Outros (com menos de 1,00%)          | 86    | 3,29 / 100,00   |      |
| Votos Inválidos         | Votos Inválidos                      | 107   | 4,09 / 100,00   | 0,57 |
| Total                   | Total                                | 2 618 | 100,00 / 100,00 |      |
| Eleitorado/Participação | Eleitorado/Participação              | 4 369 | 59,92 / 100,00  | 3,35 |

#### Romariz
| Partido                 | Partido                              | Votos | %               | +/-  |
| ----------------------- | ------------------------------------ | ----- | --------------- | ---- |
|                         | Partido Socialista                   | 588   | 38,84 / 100,00  | 8,67 |
|                         | Partido Social Democrata             | 535   | 35,34 / 100,00  | -    |
|                         | CDS – Partido Popular                | 98    | 6,47 / 100,00   | -    |
|                         | Bloco de Esquerda                    | 91    | 6,01 / 100,00   | 0,14 |
|                         | Pessoas–Animais–Natureza             | 38    | 2,51 / 100,00   | 1,89 |
|                         | CDU - Coligação Democrática Unitária | 18    | 1,19 / 100,00   | 0,67 |
|                         | Iniciativa Liberal                   | 16    | 1,06 / 100,00   | Novo |
|                         | Outros (com menos de 1,00%)          | 50    | 3,30 / 100,00   |      |
| Votos Inválidos         | Votos Inválidos                      | 80    | 5,28 / 100,00   | 1,61 |
| Total                   | Total                                | 1 514 | 100,00 / 100,00 |      |
| Eleitorado/Participação | Eleitorado/Participação              | 2 937 | 51,55 / 100,00  | 0,12 |

#### Sanguedo
| Partido                 | Partido                              | Votos | %               | +/-  |
| ----------------------- | ------------------------------------ | ----- | --------------- | ---- |
|                         | Partido Socialista                   | 654   | 37,44 / 100,00  | 7,43 |
|                         | Partido Social Democrata             | 600   | 34,34 / 100,00  | -    |
|                         | Bloco de Esquerda                    | 159   | 9,10 / 100,00   | 1,71 |
|                         | CDS – Partido Popular                | 65    | 3,72 / 100,00   | -    |
|                         | Pessoas–Animais–Natureza             | 60    | 3,43 / 100,00   | 2,50 |
|                         | CDU - Coligação Democrática Unitária | 42    | 2,40 / 100,00   | 1,44 |
|                         | Reagir Incluir Reciclar              | 21    | 1,20 / 100,00   | Novo |
|                         | Outros (com menos de 1,00%)          | 81    | 4,63 / 100,00   |      |
| Votos Inválidos         | Votos Inválidos                      | 65    | 3,72 / 100,00   | 0,37 |
| Total                   | Total                                | 1 747 | 100,00 / 100,00 |      |
| Eleitorado/Participação | Eleitorado/Participação              | 3 119 | 56,01 / 100,00  | 2,31 |

#### Santa Maria da Feira
| Partido                 | Partido                              | Votos  | %               | +/-  |
| ----------------------- | ------------------------------------ | ------ | --------------- | ---- |
|                         | Partido Social Democrata             | 3 504  | 35,22 / 100,00  | -    |
|                         | Partido Socialista                   | 3 380  | 33,97 / 100,00  | 3,62 |
|                         | Bloco de Esquerda                    | 1 069  | 10,74 / 100,00  | 1,01 |
|                         | Pessoas–Animais–Natureza             | 359    | 3,61 / 100,00   | 2,62 |
|                         | CDS – Partido Popular                | 329    | 3,31 / 100,00   | -    |
|                         | CDU - Coligação Democrática Unitária | 269    | 2,70 / 100,00   | 1,42 |
|                         | Iniciativa Liberal                   | 169    | 1,70 / 100,00   | Novo |
|                         | Outros (com menos de 1,00%)          | 441    | 4,41 / 100,00   |      |
| Votos Inválidos         | Votos Inválidos                      | 430    | 4,32 / 100,00   | 0,01 |
| Total                   | Total                                | 9 950  | 100,00 / 100,00 |      |
| Eleitorado/Participação | Eleitorado/Participação              | 16 883 | 58,94 / 100,00  | 0,17 |

#### Santa Maria de Lamas
| Partido                 | Partido                              | Votos | %               | +/-  |
| ----------------------- | ------------------------------------ | ----- | --------------- | ---- |
|                         | Partido Socialista                   | 1 104 | 40,00 / 100,00  | 5,84 |
|                         | Partido Social Democrata             | 808   | 29,28 / 100,00  | -    |
|                         | Bloco de Esquerda                    | 312   | 11,30 / 100,00  | 0,31 |
|                         | CDS – Partido Popular                | 97    | 3,51 / 100,00   | -    |
|                         | CDU - Coligação Democrática Unitária | 79    | 2,86 / 100,00   | 0,34 |
|                         | Pessoas–Animais–Natureza             | 79    | 2,86 / 100,00   | 1,81 |
|                         | Iniciativa Liberal                   | 62    | 2,25 / 100,00   | Novo |
|                         | Outros (com menos de 1,00%)          | 101   | 3,67 / 100,00   |      |
| Votos Inválidos         | Votos Inválidos                      | 118   | 4,28 / 100,00   | 1,05 |
| Total                   | Total                                | 2 760 | 100,00 / 100,00 |      |
| Eleitorado/Participação | Eleitorado/Participação              | 4 477 | 61,65 / 100,00  | 2,06 |

#### São João de Ver
| Partido                 | Partido                              | Votos | %               | +/-  |
| ----------------------- | ------------------------------------ | ----- | --------------- | ---- |
|                         | Partido Socialista                   | 2 069 | 39,41 / 100,00  | 3,56 |
|                         | Partido Social Democrata             | 1 502 | 28,61 / 100,00  | -    |
|                         | Bloco de Esquerda                    | 664   | 12,65 / 100,00  | 0,10 |
|                         | Pessoas–Animais–Natureza             | 157   | 2,99 / 100,00   | 2,23 |
|                         | CDS – Partido Popular                | 155   | 2,95 / 100,00   | -    |
|                         | CDU - Coligação Democrática Unitária | 133   | 2,53 / 100,00   | 2,02 |
|                         | Iniciativa Liberal                   | 65    | 1,24 / 100,00   | Novo |
|                         | Outros (com menos de 1,00%)          | 237   | 4,52 / 100,00   |      |
| Votos Inválidos         | Votos Inválidos                      | 268   | 5,11 / 100,00   | 1,70 |
| Total                   | Total                                | 5 250 | 100,00 / 100,00 |      |
| Eleitorado/Participação | Eleitorado/Participação              | 9 479 | 55,39 / 100,00  | 2,45 |

#### São Miguel do Souto e Mosteiró
| Partido                 | Partido                              | Votos | %               | +/-  |
| ----------------------- | ------------------------------------ | ----- | --------------- | ---- |
|                         | Partido Socialista                   | 1 519 | 44,64 / 100,00  | 8,95 |
|                         | Partido Social Democrata             | 894   | 26,27 / 100,00  | -    |
|                         | Bloco de Esquerda                    | 335   | 9,84 / 100,00   | 2,33 |
|                         | CDS – Partido Popular                | 177   | 5,20 / 100,00   | -    |
|                         | Pessoas–Animais–Natureza             | 103   | 3,03 / 100,00   | 1,96 |
|                         | CDU - Coligação Democrática Unitária | 60    | 1,76 / 100,00   | 1,48 |
|                         | Outros (com menos de 1,00%)          | 145   | 4,28 / 100,00   |      |
| Votos Inválidos         | Votos Inválidos                      | 170   | 4,99 / 100,00   | 0,80 |
| Total                   | Total                                | 3 403 | 100,00 / 100,00 |      |
| Eleitorado/Participação | Eleitorado/Participação              | 6 057 | 56,18 / 100,00  | 0,10 |

#### São Paio de Oleiros
| Partido                 | Partido                                         | Votos | %               | +/-  |
| ----------------------- | ----------------------------------------------- | ----- | --------------- | ---- |
|                         | Partido Socialista                              | 834   | 39,04 / 100,00  | 3,34 |
|                         | Partido Social Democrata                        | 553   | 25,89 / 100,00  | -    |
|                         | Bloco de Esquerda                               | 246   | 11,52 / 100,00  | 1,42 |
|                         | CDU - Coligação Democrática Unitária            | 164   | 7,68 / 100,00   | 2,63 |
|                         | Pessoas–Animais–Natureza                        | 71    | 3,32 / 100,00   | 2,37 |
|                         | CDS – Partido Popular                           | 62    | 2,90 / 100,00   | -    |
|                         | Partido Comunista dos Trabalhadores Portugueses | 23    | 1,08 / 100,00   | 0,57 |
|                         | Outros (com menos de 1,00%)                     | 89    | 4,17 / 100,00   |      |
| Votos Inválidos         | Votos Inválidos                                 | 94    | 4,40 / 100,00   | 0,89 |
| Total                   | Total                                           | 2 136 | 100,00 / 100,00 |      |
| Eleitorado/Participação | Eleitorado/Participação                         | 3 433 | 62,22 / 100,00  | 3,65 |